# Juniperus oxycedrus
Juniperus oxycedrus är en cypressväxtart som beskrevs av Carl von Linné. Juniperus oxycedrus ingår i släktet enar och familjen cypressväxter.
Det svenska trivialnamnet stick-en används för arten.

## Utbredning
Utbredningsområdet ligger i södra Europa, främst i stater som har anslut till Medelhavet, och sträcker sig vidare österut till Iran samt vid östra Medelhavet till Israel. En annan population hittas i norra Afrika i Marocko, Libyen och Tunisien. Juniperus oxycedrus växer i låglandet och i bergstrakter upp till 2200 meter över havet.
Arten är oftast utformad som en buske som bildar eller ingår i torra buskskogar. Den växer även i torra skogar med arter av tallsläktet, med avenbok eller med stenek. I bergstrakter hittas Juniperus oxycedrus ibland i fuktiga skogar tillsammans med Cedrus libani, svarttall, Juniperus foetidissima och Juniperus excelsa. Arten växer oftast i klippiga områden och den undviker sanddyner (undantag underarterna J. o. macrocarpa och J. o. transtagana).

## Underarter
Arten delas in i följande underarter:
- J. o. badia
- J. o. macrocarpa
- J. o. oxycedrus
- J. o. transtagana

## Användning
Juniperus oxycedrus förekommer som prydnadsväxt i trädgårdar. Extrakt från barren och från grenarna brukas i den traditionella medicinen.

## Bevarandestatus
Några populationer nära kusten hotas av ökad turism. Hela populationen betraktas som stabil. IUCN kategoriserar arten globalt som livskraftig.

## Bildgalleri

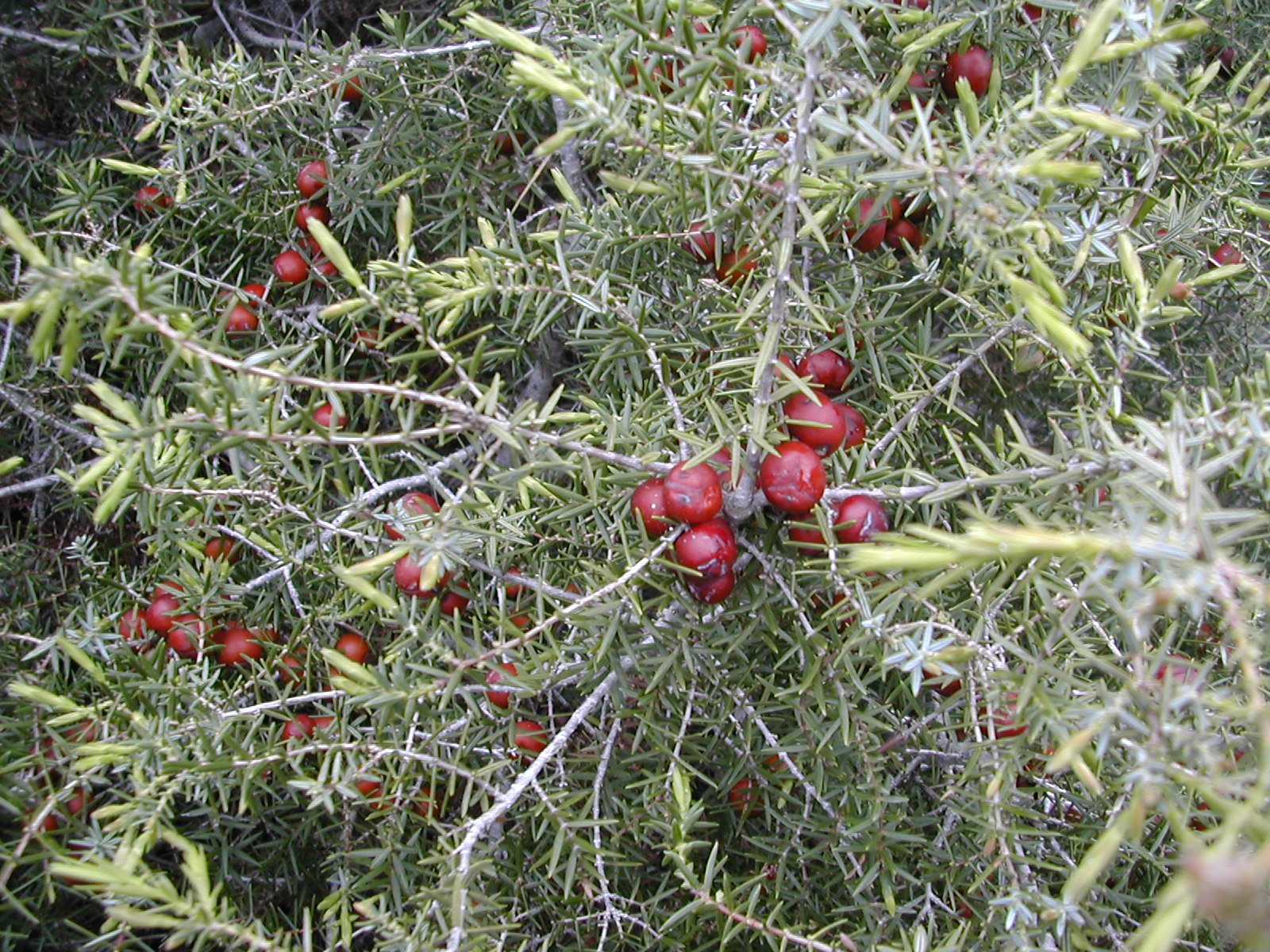
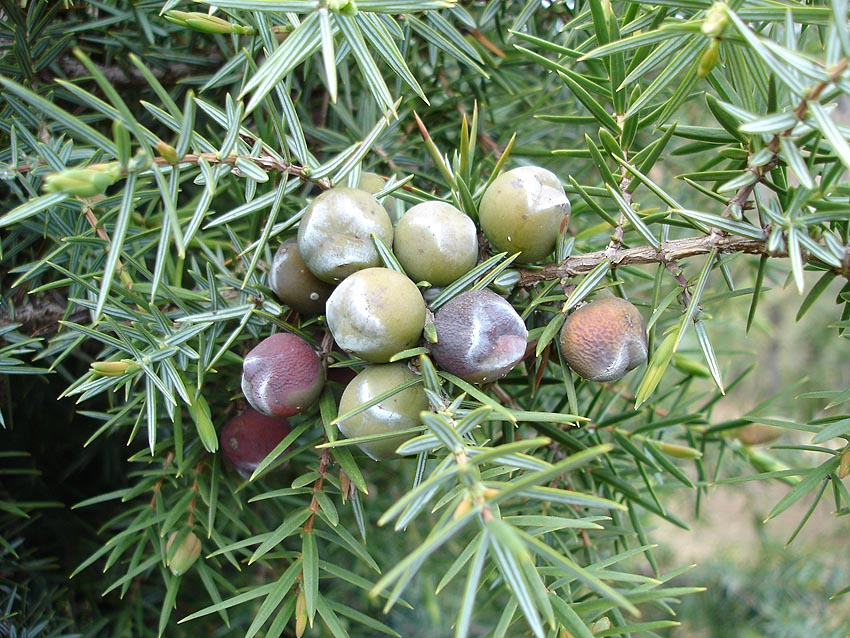
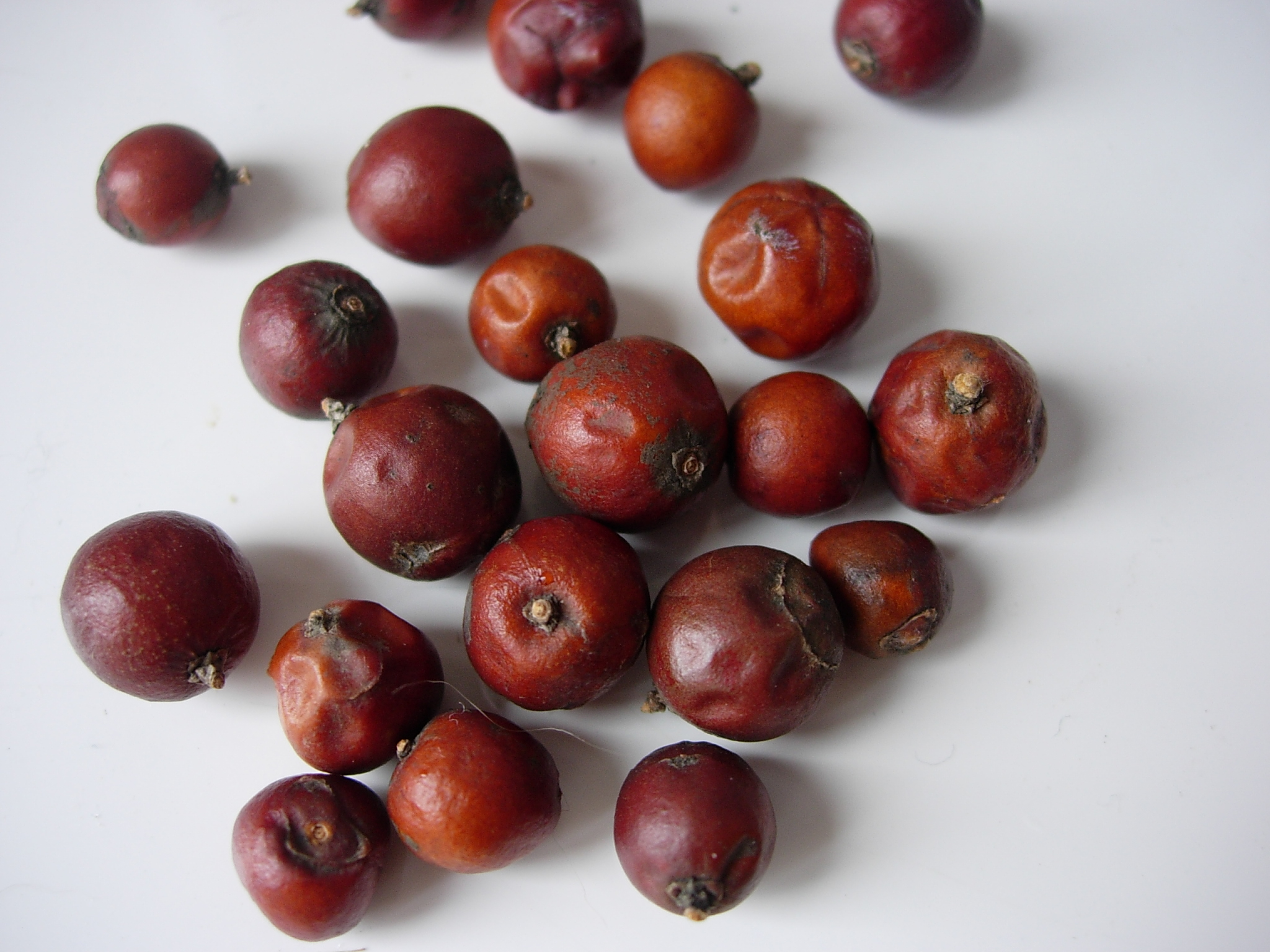
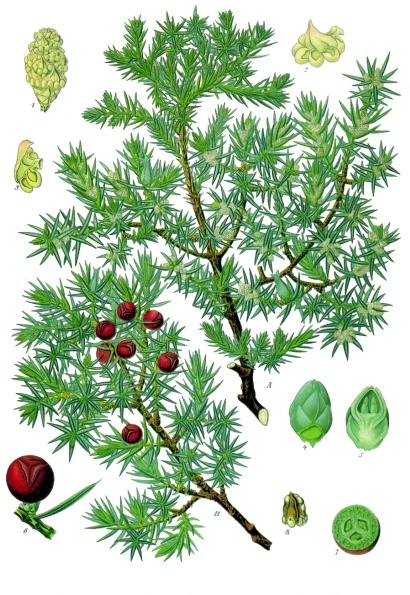
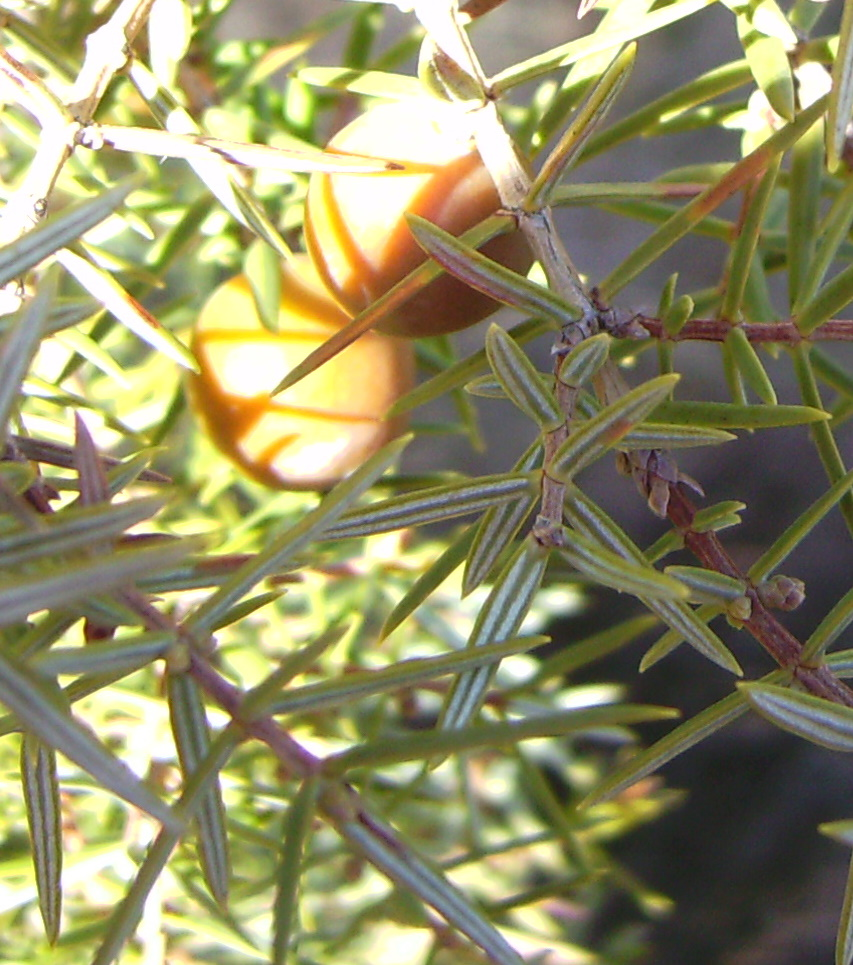
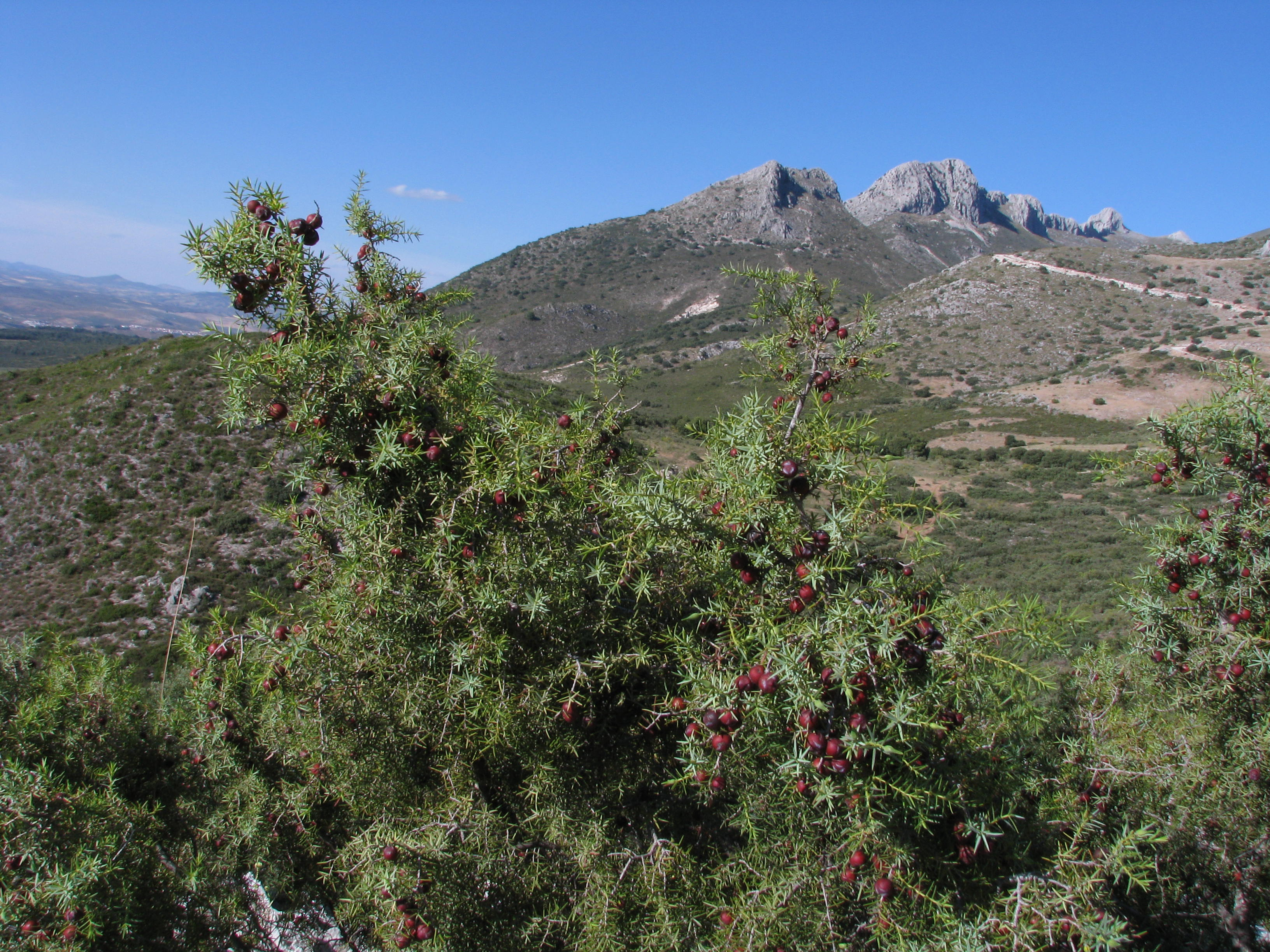